# ZIL-4104
A ZIL-4104 foi uma limusine produzida pela ZIL entre o final da década de 1970 e o início da década de 1980, quando servia como transporte da elite da União Soviética. Estima-se que não foram produzidos mais de cinquenta carros por ano.
Originalmente designado ZIL-115, o ZIL-4104 foi uma atualização do ZIL-114 com o qual compartilhava o mesmo chassi e mais da metade de seus componentes mecânicos. Apesar de compartilhar o mesmo chassi, o ZIL-4104 chegava a ser 314 kg mais pesado que o 114.
Mecanicamente, o ZIL-4104 também melhorou em relação ao 114. O motor pushrod V8 do 114 teve seu curso aumentado de 95 mm para 105 mm. Com diâmetro de 108 mm, isso significou que a capacidade aumentou de 6.959 cc para 7.695 cc, que foi ao longo da vida do modelo um dos maiores motores de automóveis de passageiros do mundo (a Cadillac produziu um motor de 7.730 cc, ampliado para 8.200 cc). Este motor desenvolveu 315 cv SAE Gross a 4.400 rotações por minuto e substanciais 608 N⋅m a 2.500 rpm. O carro pesa 3.400 kg, tem 6.339 mm de comprimento, 2.068 mm de largura e 1.500 mm de altura.
Entre suas particularidades estavam pára-brisas laminados especiais e janelas de três camadas, supostamente oferecendo proteção contra radiação em caso de ataque nuclear, além de sistemas duplicados, incluindo ignição dupla, duas baterias de 74 A em paralelo e duas bombas de combustível.
O console e o painel eram cobertos com bétula da Carélia de 10 mm de espessura e o banco traseiro controlado por rádio (um receptor Riga), vidros elétricos, aquecedor e ar condicionado; no console da frente havia um toca-fitas Vilma.
O tanque de combustível era de 120 L e o carro usava gasolina com chumbo 95 octanas, perfazendo 4,54 km/L.
Em 1984, uma nova transmissão automática de três velocidades substituiu o muito desatualizado tipo de duas velocidades usado pela ZIL desde o primeiro ZIL-111 em 1958.
Como carros oficiais do Estado, os ZIL-4104 foram "produzidos sob condições de estrito sigilo" e "mantidos em garagens fechadas por uma divisão especial da KGB", com todos os envolvidos na produção e manutenção deles jurando sigilo.

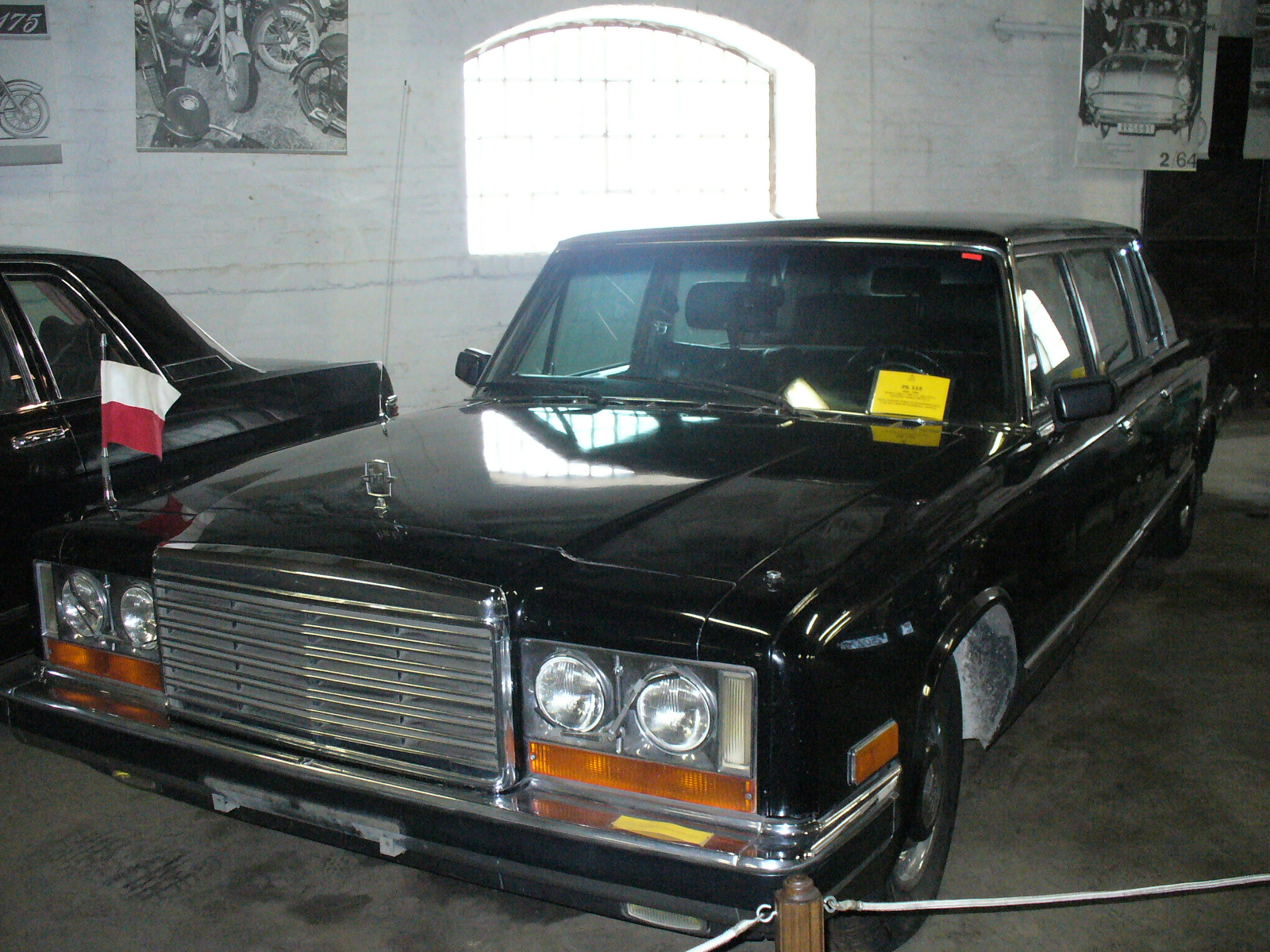
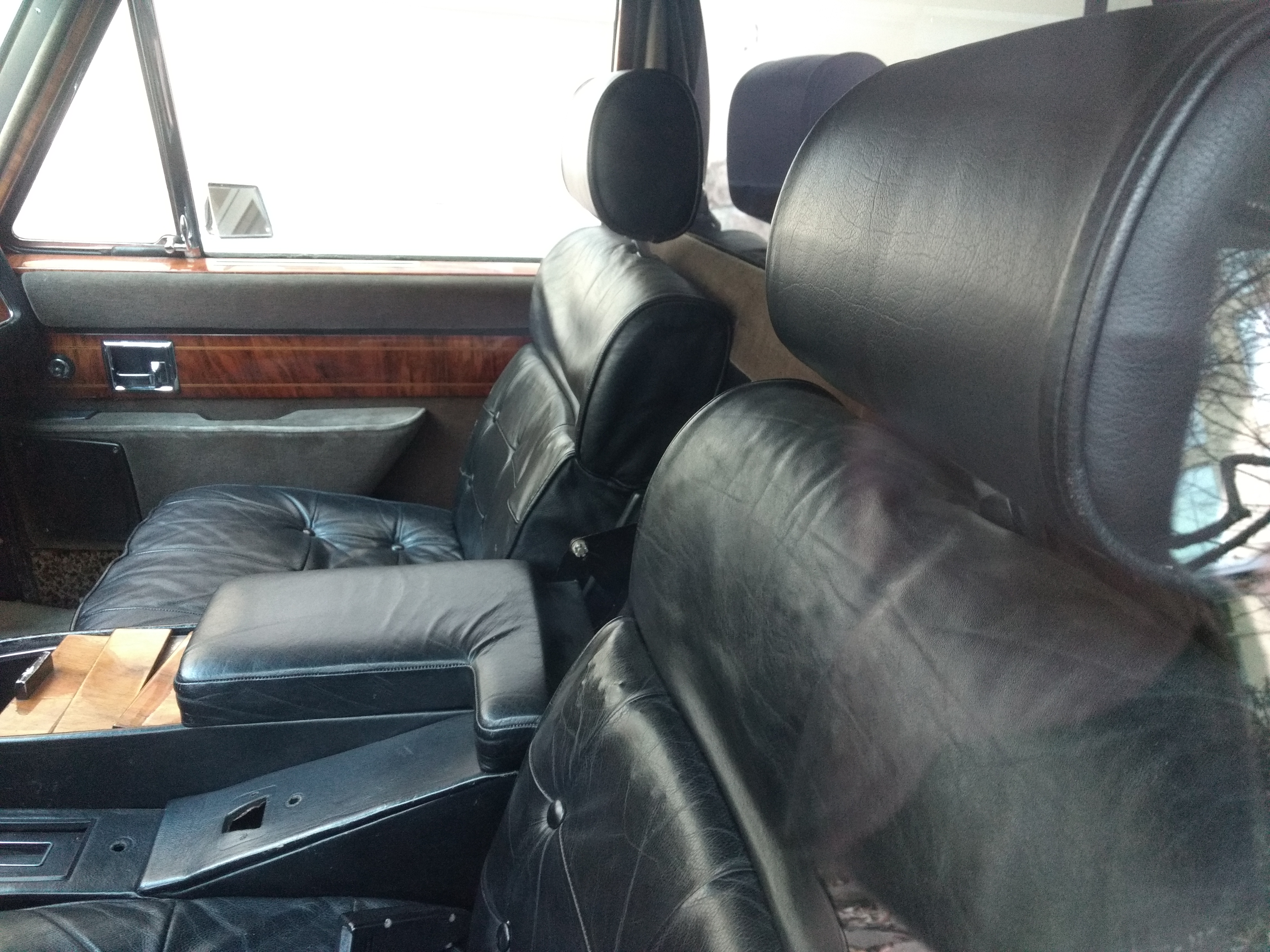
ZIL-115
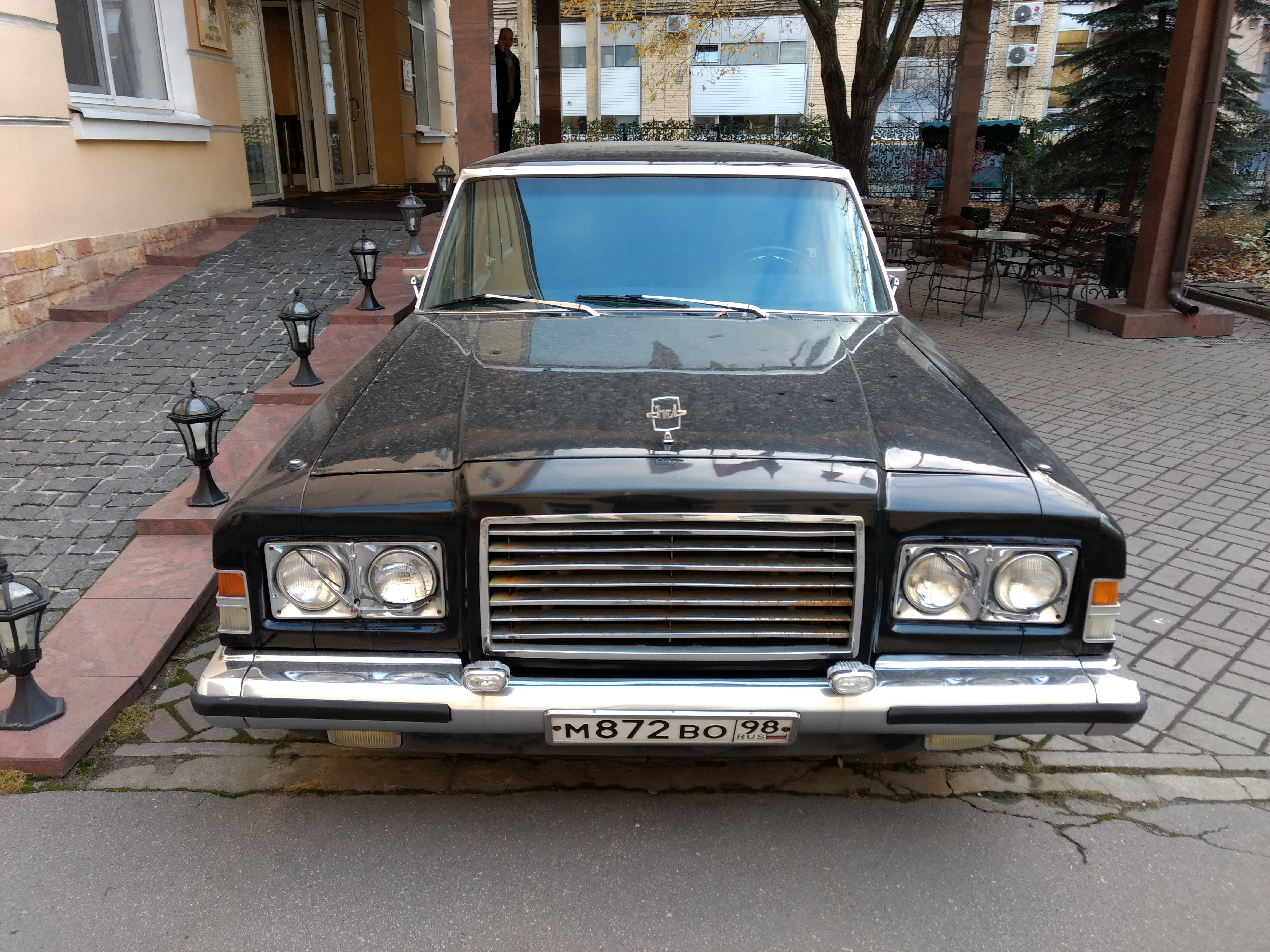

## Variantes
- ZIL-4104: Modelo básico. Também conhecido como ZIL-115; produzido entre 1978-1983.
- ZIL-4105: Versão blindada do ZIL-4104.
- ZIL-41042: Versão ambulância. Também conhecida como ZIL-115A.
- ZIL-41043: Como ZIL-41042, exceto com equipamentos de comunicação.
- ZIL-41044: Versão conversível com distância entre eixos curta.
- ZIL-41045: ZIL-4104 reestilizado. Produzido entre 1983-1985.
- ZIL-41046: Versão de carro de rádio.
- ZIL-41048: ZIL-4104 com controle climático automático. Produzido em 1984.
- ZIL-41051: Versão blindada do ZIL-41045.

## ZIL-41044 and ZIL-41042
Nos últimos anos da produção do 4104, a ZIL introduziu dois modelos derivados baseados no chassi do 4104 e no chassi do ZIL-117 encurtado não usado anteriormente com o motor de 7,7 litros.
- O 41044 era um conversível com distância entre eixos mais curta. Ao contrário dos conversíveis ZIL anteriores, ele tinha apenas duas portas, mas fora isso era tipicamente ZIL.
- A 41042 era uma perua rara produzida pela ZIL, mas os poucos exemplares construídos foram usados como ambulâncias para secretários-gerais na União Soviética.